# Dalmatoreicheia
Dalmatoreicheia is een geslacht van kevers uit de familie van de loopkevers (Carabidae). De wetenschappelijke naam van het geslacht is voor het eerst geldig gepubliceerd in 2005 door Magrini & Bulirsch.

## Soorten
Het geslacht Dalmatoreicheia omvat de volgende soorten:
- Dalmatoreicheia janaki Magrini & Bulirsch, 2005
- Dalmatoreicheia maderi Bulirsch & Gueorguiev, 2008